# シャーロット・クラムロス
シャーロット・クラムロス（Charlotte Klamroth、1903年8月18日 - 2015年5月16日）は、ドイツのスーパーセンテナリアン。存命中のドイツ最高齢者であった。また、ドイツ国内においての1903年生まれ最後の生き残りであった。

## 人物
1903年、ザクセン州に生まれる。母親が死去した18歳ごろから家を管理しており、養子縁組で育児を行っていた。そのために高校に行くことはなかった。結婚した後は修道院の近くに移り住んだ。4人の子供がいたとされる。1946年の時点では裕福な環境であったとされている。1945年に夫が死去し、1955年に移住。1972年に義理の息子の家に引っ越す。常に政治に関して興味を持っており、2013年の選挙でも投票したことが明らかにされ、この時点で当選挙において最年長の投票した人物であった。111歳の誕生日の際、ラインラント＝プファルツ州において最年長の人物であるという事について、「私はこの名誉を諦めようと思う。もう(維持するのは)困難になっている。」と語っている。家族によれば、常に穏健で、娘は110歳の誕生日の時点でもうすでに亡くなっていたという。
2015年5月16日、死去。111歳271日。111歳の頃から寝たきりであったという。彼女の死去後はバイエルン州のマルガレーテ・ダンヘイマーが最高齢になった。